# Ranunculus bullatus
Ranunculus bullatus är en ranunkelväxtart som beskrevs av Carl von Linné. Ranunculus bullatus ingår i släktet ranunkler, och familjen ranunkelväxter. Inga underarter finns listade i Catalogue of Life.
Blomman är gul.

## Bildgalleri

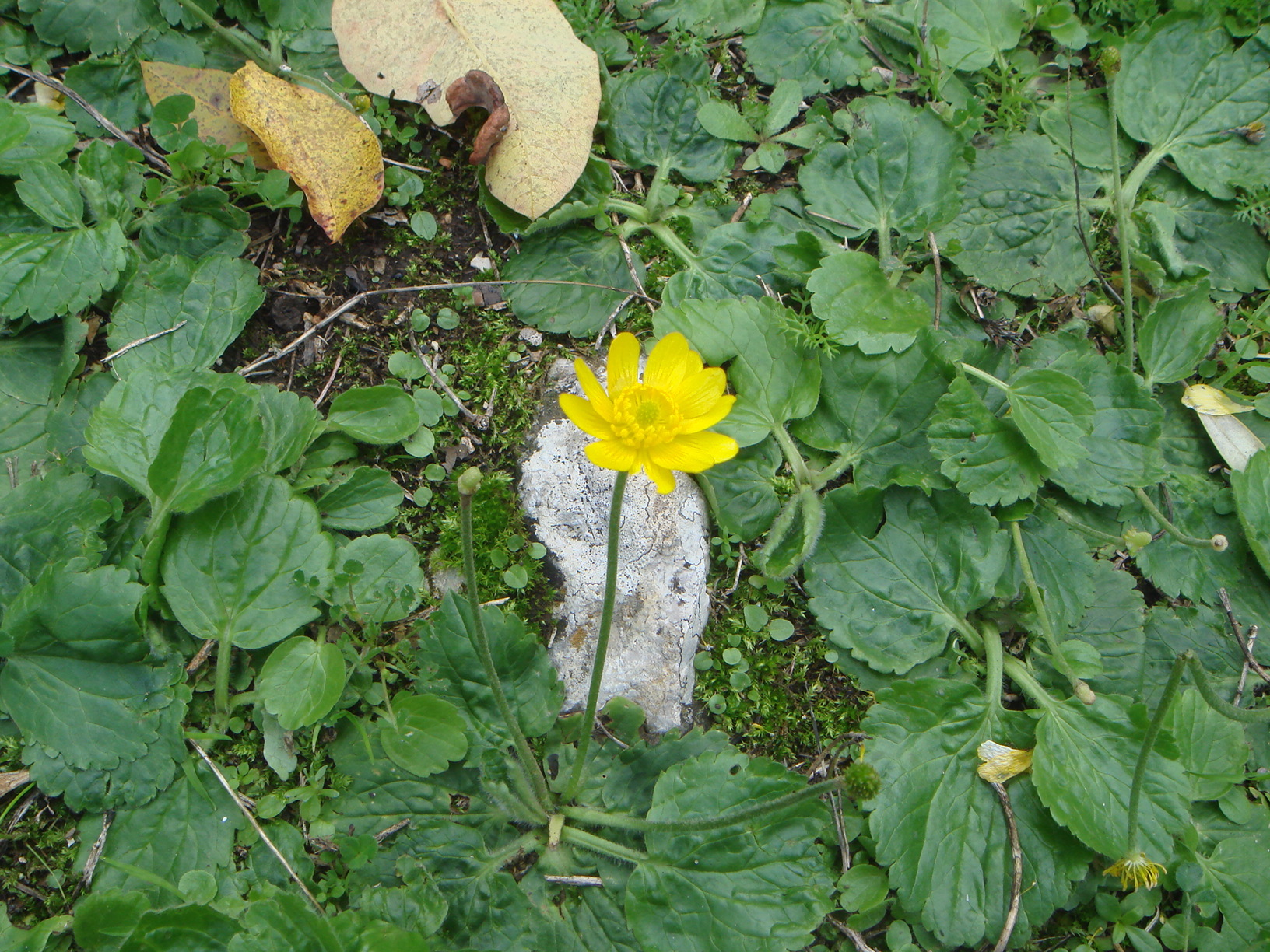
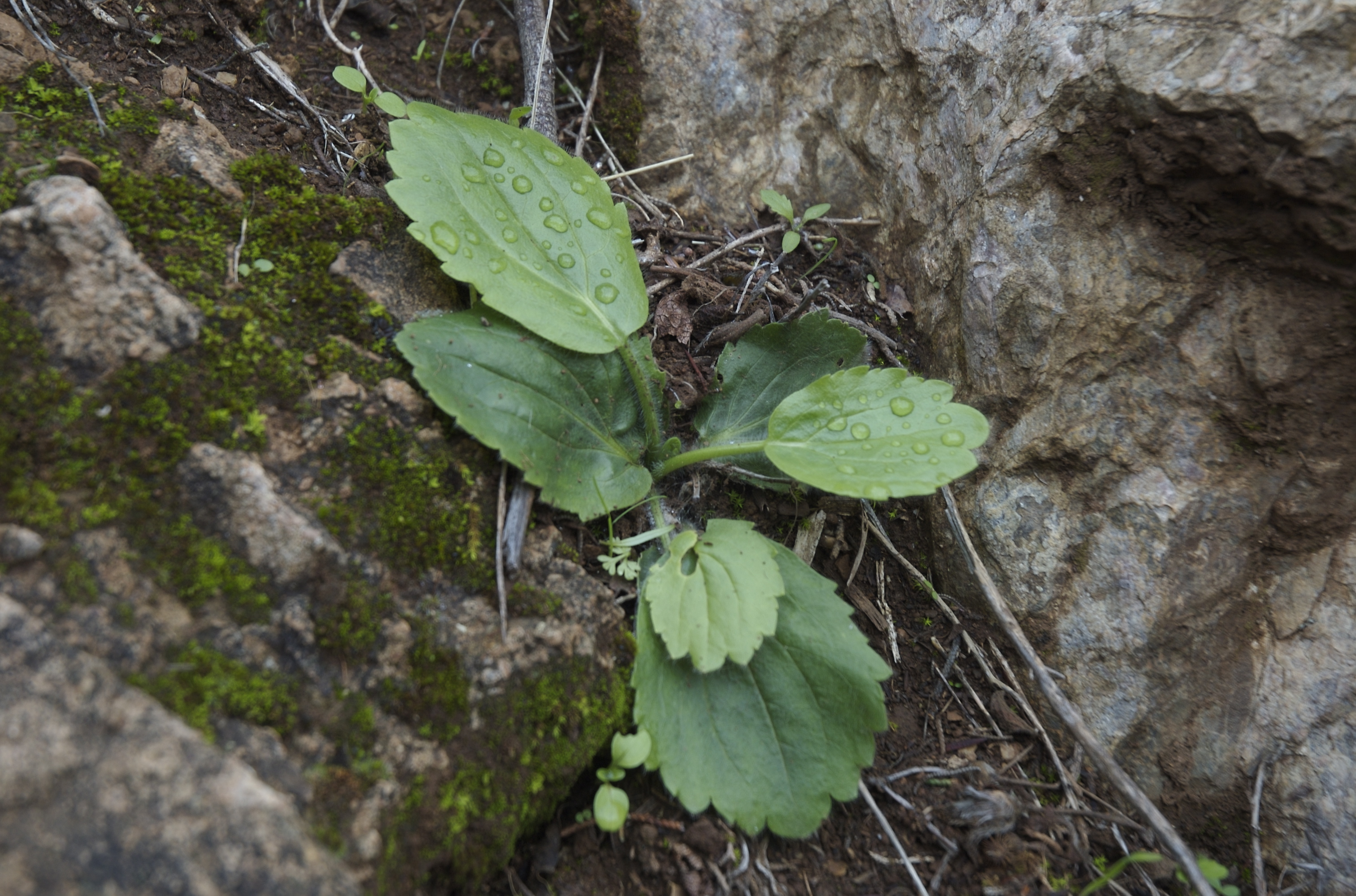